# Педро Кубілья
Педро Кубілья (ісп. Pedro Cubilla, 25 серпня 1933, Пайсанду — 16 березня 2007) — уругвайський футболіст та тренер, грав на позиції півзахисника. Виступав, зокрема, за клуби «Уракан», «Рівер Плейт» та «Дефенсор Спортінг», а також національну збірну Уругваю.
Чемпіон Уругваю. Володар Кубка Лібертадорес. 

## Клубна кар'єра
Вихованець футбольної школи «Насьоналя». В основному складі «триколірних» Педро дебютував 1953 року, а два роки по тому перейшов в інший столичний клуб — «Ліверпуль», де у молодого опорного півзахисника було більше ігрової практики. З 1957 по 1960 рік виступав за «Пеньяроль», причому всі ці роки грав разом зі своїм молодшим братом Луїсом. Кубілая тричі поспіль ставав чемпіоном Уругваю.
У 1960 році Педро вже менше потрапляв в основу «аурінегрос», пропустивши розіграш першого в історії Кубка Лібертадорес. З цієї причини в 1961 році він перейшов у «Рампла Хуніорс», що позитивно вплинуло на його кар'єру — в тому ж році півзахисника запросили до збірної Уругваю.
У 1963 році Кубілая перейшов в аргентинський «Уракан», в складі якого за два роки зіграв в 43 матчах чемпіонату, відзначився двома голами. Вдалі виступи за «глобо» привернули увагу гранда — уругвайця викупив «Рівер Плейт», в якому возз'єднався з братом. Однак зіграти разом вже в «Рівері» їм не довелося — Педро пропустив весь сезон через травму. У 1966 році перейшов у «Кільмес», а потім повернувся на батьківщину, приєднавшись до «Дефенсора». У 1968 році завершив кар'єру футболіста в канадській команді «Торонто Фалконс», яка взяла участь в першому в історії сезоні NASL.

## Виступи за збірну
1962 року дебютував в офіційних матчах у складі національної збірної Уругваю. У складі збірної був учасником чемпіонату світу 1962 року. На мундіалі в Чилі Педро Кубілая не зіграв у жодному з трьох матчів. Збірна, в якій також грав брат Луїс, не зуміла вийти з групи. Всього за національну команду з 12 жовтня 1961 року по 2 травня 1962 року Педро Кубілая провів сім матчів. За іншими даними, провів за збірну шість матчів.

## Кар'єра тренера
Педро Кубілья самостійно керував декількома уругвайськими командами, серед яких були «Сентраль Еспаньол», «Фенікс», «Уракан», «Данубіо», «Уракан Бусео». Також працював із закордонними клубами — чилійським «Сантьяго Морнінг», еквадорським «Депортіво Кіто», костариканського «Картахінесом», а також з парагвайською «Олімпією».
Протягом багатьох років працював у тренерському штабі свого брата Луїса — в «Насьоналі», «Пеньяролі», «Олімпії». У 1979 році «Олімпія» під керівництвом Луїса Кубільї виграла Кубку Лібертадорес, отриавши права зіграти в Міжконтинентальному кубку проти фіналіста Кубку європейських чемпіонів «Мальме». Перший матч у Швеції «Олімпія» виграла з рахунком 1:0. Після завершення сезону Луїс Кубілая перейшов в аргентинський «Ньюеллс Олд Бойз», і обов'язки головного тренера в першій половині 1980 року виконував Педро. Його підопічні виграли й другу гру Міжконтинентального кубку, здолавши на «Дефенсорес дель Чако» європейців з рахунком 2:1. Це був єдиний в історії Міжконтинентального кубку випадок, коли трофей завоювали два різних тренера, тим більше два тренера-брата. У тому ж році Асунсьонського клуб під керівництвом Педро Кубілая завоював Міжамериканський кубок.
У 1991 році Педро Кубілья очолював збірну Уругваю, а потім знову став асистентом у штабі свого брата, який керував головною уругвайської командою до 1993 року. У 1997 році Педро Кубілья став головою Уругвайської асоціації тренерів. Останнім клубом у тренерській кар'єрі Педро Кубілья став костариканський «Картахінес».

## Особисте життя
Молодший брат Педро, Луїс Кубілья (1940-2013), також був професіональним футболістом, виступав за «Пеньяроль», «Насьональ», аргентинський «Рівер Плейт», іспанську «Барселону» та збірну Уругваю (в 1959-1974 роках). Луїс Кубілья — один з найкращих гравців Південної Америки 1960-х років, займає 11-е місце в списку найкращих футболістів XX століття за версією IFFHS.
Педро Кубілья здобув популярність не тільки як футболіст і тренер — він професійно займався малюванням, його роботи з зображеннями афро-уругвайської культури кандомбе, живопис та портрети неодноразово демонструвалися в різних галереях.
Помер від раку в Монтевідео 16 березня 2007 року у віці 73 років.

## Досягнення

### Як гравця
«Пеньяроль»
- Прімера Дивізіон Уругваю
  -  Чемпіон (3): 1958, 1959, 1960

- Кубка Лібертадорес
  -  Володар (1): 1960

### Як тренера
Головний тренер
- Прімера Дивізіон Парагваю
  -  Чемпіон (1): 1980 (пішов з тренерського містка по ходу сезону)

- Міжамериканський кубок
  -  Володар (1): 1979

- Міжконтинентальний кубок
  -  Володар (1): 1979 (перший матч — як асистент головного тренера, матч-відповідь — як головний тренер)

- Camel Cup
  -  Володар (1): 1991 (міжнародний товариський турнір)

Як асистент головного тренера
- Прімера Дивізіон Уругваю
  -  Чемпіон (2): 1977, 1982

- Прімера Дивізіон Парагваю
  -  Чемпіон (1): 1979